# La Voz de Levante
La Voz de Levante (en valencià: La Veu de Llevant), amb indicatiu EFE-17, fou una emissora de ràdio valenciana activa entre els anys 1953 i 1978 i depenent de la Red de Emisoras del Movimiento (REM).

## Història
Les emissions de la Red de Emisoras del Movimiento (REM) començaren a València l'any 1953 amb el nom de Radio Alerta, una ràdio comercial de caracter generalista; realment, Radio Alerta fou creada pel partit FET-JONS, ja que la REM fou fundada l'any següent. Amb la inclusió de l'emissora a la REM, la número 17, passà a dir-se Radio Alerta-La Voz de Levante durant uns pocs anys per acabar dient-se ja a principis dels anys 60 La Voz de Levante.

## Programes
Aquesta és una llista no exhaustiva de la programació de La Voz de Levante:
- A París en Globo
- Carrusel de éxitos
- Cartelera de espectaculos
- Club de Oyentes
- Discomoder[2]
- Las musas juegan al corro
- Novela: Matar a un ruiseñor
- Olimpíada. Emision deportiva de Emilio Pascual
- Parada española del disco
- Un cantante cada semana
- Valencia empieza en el mar
- Voces que la REM lanzó al éxito

## Freqüències
- 836 OM
- 1570 OM